# 連合会議
連合会議（れんごうかいぎ、英: Congress of the Confederation, Confederation Congress）は、1781年3月1日から1789年3月4日までのアメリカ合衆国の政体である。アメリカ13植民地各邦議会によって指名された代議員により構成された。アメリカ独立戦争の意思決定主体として機能してきた大陸会議が提案した連合規約の批准完了に伴い、第二次大陸会議を直接引き継ぎ、代議員もそのまま連合会議の代議員となった。

## 会議の役割
連合会議はアメリカ独立戦争の最終局面で開始された。戦争自体は、1781年10月のヨークタウンにおけるイギリス軍の降伏で、ほぼ終りを告げた。イギリス軍が未だニューヨークの占領を続けている一方で、連合会議の指名でパリに送ったアメリカの代表団が休戦協定の交渉を行った。1783年、パリ条約が締結され、独立戦争は終わった。イギリス軍という外部の脅威は去ったが、連合会議の国内統率力がまだ弱く、会議の定足数を集めることすら困難な状態が続いた。連合会議は連合規約の批准によって造られたものであるが、連合規約の批准に3年以上の月日を要し、その間に各邦の独立国家としての体裁が整えられてきたため、連合会議の権威は低下していた。それにも拘わらず連合会議は重要な法案を次々と定めていくことになった。この時期の重要法案としては1787年の北西領土の帰趨を決める条例（北西部条例）があった。
連合会議が多くの問題を抱え、そのあり方や進め方に疑問が呈されるようになり、連合規約の改定のための会議が1787年に招集された。この会議は途中で性格を変え、連合規約の代わりに憲法を制定するものになった。憲法制定会議はアメリカ合衆国憲法の草案を提出し、連合会議が各邦の批准のためにこれを送り、1788年6月に連合規約の規定で必要とされた9邦の批准を得て、憲法が成立した。1788年9月12日、連合会議はアメリカ合衆国最初の大統領選挙の選挙人を選ぶ日を1789年1月7日に、選挙人が大統領候補に投票する日を2月4日と定めた。アメリカ合衆国憲法については、1789年3月4日より効力を発するものとした。
連合会議はその他の日程を定め、なお1ヶ月その役割を続けた。1788年10月10日が最後の定足数に達した開催日となった。1789年、新憲法のもとで第1回アメリカ合衆国議会が開催され、連合会議はその役割を終えた。

## 議長の呼称
大陸会議の時は、議長は「プレジデント」(President of Congress for the United Colonies of America)と呼ばれた。
連合会議になると、「連合会議における合衆国のプレジデント」(President of the United States, in Congress Assembled)となった。これはしばしば短く「合衆国のプレジデント」(President of the United States)となり、ワシントンが就いたアメリカ合衆国大統領と同じ呼称である。このことで初代大統領は誰かという議論が提起されたことがある。（ジョージ・ワシントンの「本当の初代大統領か？」の項を参照）

## 会議の開催期間と場所、および議長
| 回数   | 開催期間                       | 場所             | 議長                                                                       |
| ------ | ------------------------------ | ---------------- | -------------------------------------------------------------------------- |
| 第1回  | 1781年3月1日 - 11月3日         | フィラデルフィア | サミュエル・ハンティントン、トマス・マッキーン                             |
| 第2回  | 1781年11月5日 - 1782年11月2日  | フィラデルフィア | ジョン・ハンソン                                                           |
| 第3回  | 1782年11月4日 - 1783年6月21日  | フィラデルフィア | エリアス・ブーディノット                                                   |
| 第3回  | 1783年6月30日 - 11月1日        | プリンストン     | エリアス・ブーディノット                                                   |
| 第4回  | 1783年11月3日 - 11月4日        | プリンストン     | トマス・ミフリン                                                           |
| 第5回  | 1783年11月26日 - 1784年6月3日  | アナポリス       | トマス・ミフリン                                                           |
| 第6回  | 1784年11月1日 - 12月24日       | トレントン       | リチャード・ヘンリー・リー                                                 |
| 第6回  | 1785年1月11日 - 11月4日        | ニューヨーク     | リチャード・ヘンリー・リー                                                 |
| 第7回  | 1785年11月7日 - 1786年11月3日  | ニューヨーク     | ジョン・ハンコック、ナサニエル・ゴーラム、（議長代行）デイビッド・ラムゼイ |
| 第8回  | 1786年11月6日 - 1787年10月30日 | ニューヨーク     | アーサー・セントクレア                                                     |
| 第9回  | 1787年11月5日 - 1788年10月21日 | ニューヨーク     | サイラス・グリフィン                                                       |
| 第10回 | 1788年11月3日 - 1789年3月2日   | ニューヨーク     | サイラス・グリフィン                                                       |